# Muselim
Muselim (tur.: müsellim, ar. - musälläm) zastupnik paše u sandžaku koji mu je dat kao arpaluk; oblasni upravnik; sreski načelnik, sinonim za kajmakama. Može značiti i onaj koji je povlašćen, privilegovan, oslobođen djelomično ili potpuno od redovnih državnih i feudalnih tereta (poreza...).